# Нуэво-Леон
Нуэво-Леон (исп. Nuevo León; испанское произношение: [ˈnweβo leˈon]; официальное название Свободный и Суверенный Штат Нуэво-Леон, исп. Estado Libre y Soberano de Nuevo León) — штат в Мексике. Площадь штата Нуэво-Леон составляет 64 555 км². Административный центр — город Монтеррей. В административном отношении делится на 51 муниципалитет.

## Этимология
Штат назван в честь испанского города Леон, родины короля Испании Филиппа II.

## География

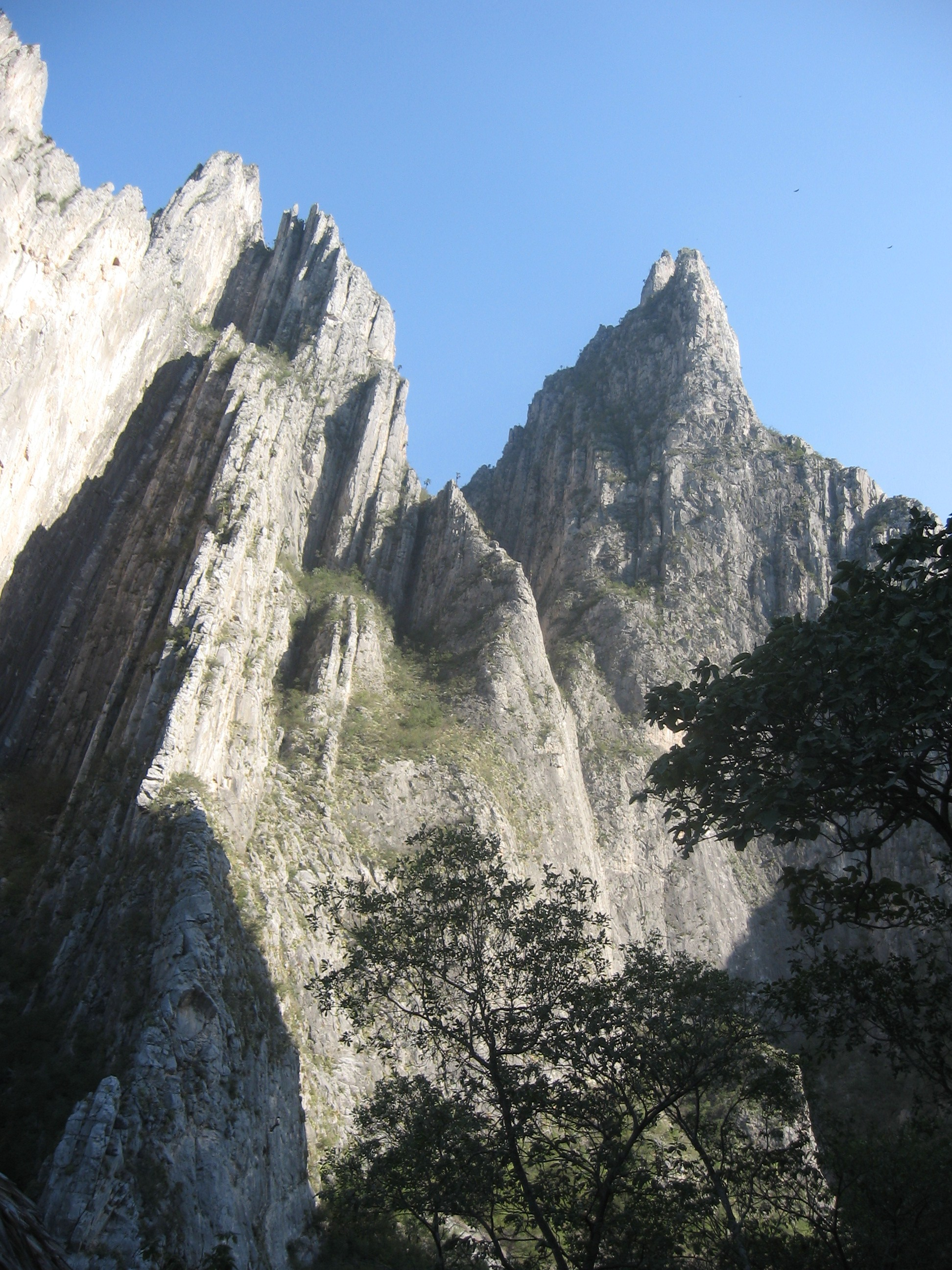
Горы Уастека, муниципалитет Санта-Катарина вблизи Монтеррея

Нуэво-Леон расположен в северо-восточной части Мексики. Граничит со штатами: Тамаулипас (на востоке и севере), Сан-Луис-Потоси (на юге) и Коауила (на западе); кроме того, на севере штат имеет участок границы с США длиной 15 км. Штат делится на 3 географических региона: жаркий и сухой север, регион умеренного климата в горах и засушливый регион на юге. Сьерра-Мадре Восточная занимает значительную часть штата, формируя здесь несколько горных хребтов.

## История

### До-испанский период
Самые древние из поселенцев, которые обосновались на территории современного штата, были немногочисленные кочевые племена индейцев, вероятно, пришедших сюда из прерий Северной Америки. Не найдено никаких письменных свидетельств о них и, поэтому историю штата можно проследить только с начала европейской колонизации.

### Испанский период
В конце XVI в., после нескольких неудачных попыток, группы иммигрантов, среди которых было несколько семей крещённых евреев-католиков, прибыла на мексиканское побережье в районе Санта Катарины. Еврейский след в этой колонии был почти незаметен из-за того, что conversos («новообращённые») были не иудеями, а христианами, однако, некоторые еврейские обычаи всё ещё встречаются и сегодня, такие как особенности кухни и праздничные обряды.
В 1577 году Альберто дель Канто (исп. Alberto del Canto) основывает поселение Санта Лусия (исп. Villa de Santa Lucía). В мае 31. 1579 испанский король Филипп II приказал основать в Америке новое королевство. Через два года португалец, находившийся на службе испанского короля, авантюрист и работорговец Л. К. де ла Куэва (исп. Luis Carvajal y de la Cueva) основывает Новое Королевство Леон (исп. Nuevo Reino de León), названное так в честь королевства, которое тогда располагалось на территории современной Испании. Под руководством Куэваса колонисты поселились на месте, на котором основали город Монтеррей. Первые годы оказались весьма трудными для новопоселенцев, которые страдали от испанской и мексиканской инквизиции, набегов индейцев, а также от нескольких наводнений. С самого начала большая часть населения по-прежнему концентрировалась вокруг Монтеррея. Тем не менее, прибытие поселенцев со всех краёв Испании происходило в последующие годы. Как было в случае с Б. де ла Касасом (исп. Bernabé de las Casas) — канарским испанцем — исследователем из Тенерифе (Канары, Испания), который своей победоносной экспедиции с Х. де Оньяте (исп. Juan de Oñate) и борьбы против индейцев акома (acoma [en]) в Новой Мексике, пришёл в регион с испанскими и канарскими семьями, и основал несколько поселений и шахтёрских лагерей в необитаемых землях Нового Королевства Леон, позже известных, как Долина Салинас (исп. Valle de las Salinas). В последующие годы его потомки основали другие деревни, а Долина Салинас объявлена была административным центром (исп. alcaldía mayor).
Создание испанских поселений в северной части Нуэво-Леона часто замедлялось нападениями племён местных индейцев коавильтекского (исп. coahuilteca) происхождения, таких как аласапы (исп. alazapa), куаналы (cuanales) гуалегу (gualeguas) и других. Испанский капитан А. де Леон (исп. Alonso de León) описал множество свидетельств зверств против испанцев со стороны воинственных туземцев в Новом Леоне, а также заявлял, что местные индейцы во всех аспектах резко отличались от индейцев в других частях Новой Испании.
Метисация, характерная для многих провинций Новой Испании, не затронула, по большей части, Новый Леон, а местные жители сопротивлялись принимать христианство, вводимое испанцами. Индейцы не желали включаться в испанское или креольское сообщества, а чувство расовой сегрегации было взаимным. Так, что состояние войны было обычным делом в регионе в течение очень многих лет. К концу испанского владычества белое население Нового Королевства Леон составляло примерно 80 %. К этому времени reineros (как их называли) получили определённую стабильность, что позволило им основать второй по величине после Монтеррея город Линарес (Linares).
В начале XIX в. под влиянием идей Французской революции, завоевания независимости английских северо-американских колоний, в Новой Испании начали раздаваться призывы к свержению власти испанцев. Новости о начале 16, сентября 1810 повстанческого движения под руководством М. Идальго (Miguel Hidalgo) практически не были известны жителям Нового Леона до тех пор, пока из-за плохих дорог и больших расстояний 29-го сентября не пришло письмо посланное Ф. М. Кальехой (исп. Felix María Calleja) губернатору Нового Леона М. де Санта Марии. Порыв к мятежу против Испании быстро иссох в регионе, как и во Внутренних Восточных провинциях (Provincias Internas de Oriente), где инсургенты не получили поддержки среди местного населения. Объясняется это тем, что северные территории Новой Испании позже всех колонизированы, имели крайне низкую плотность населения, а также ввиду того, что большую часть населения составляли испанцы и креолы. Идеология и идеалы, с которыми шёл на борьбу против испанцев М. Идальго, без восторга были приняты во Внутренних Восточных провинциях из-за тесных связей с Испанией и по причине преданности королю Фердинанду VI. В первые годы войны за независимость в Новом Леоне наблюдалось активное антиповстанческое движение. В поздние годы войны движения в сторону поддержки повстанцев были менее частыми, хотя некоторые лидеры и поддерживали инсургентов.

### Независимость

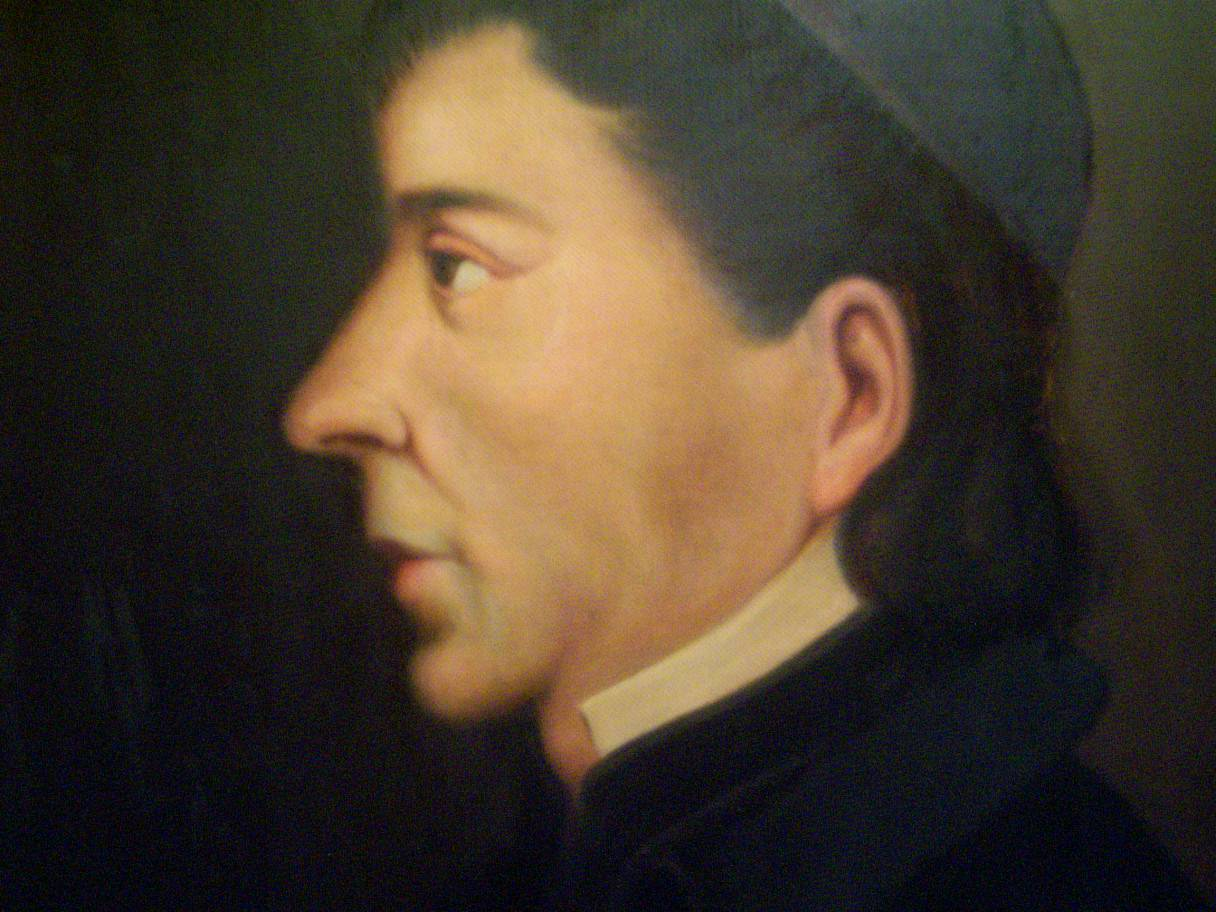
Портрет Сервандо Тересы де Мьера в 1820.

После достижения Мексикой независимости, известный священник-бунтарь отец С. Т. де Мьер (Servando Teresa de Mier) (неортодоксальный священник, который утверждал, что образ Девы Марии Гваделупской не на тильме Хуана Диего, а на мантии Св. Фомы) был представителем Нового Королевства Леон на национальном учредительном съезде, который постановил, в числе прочего, и создание 7 мая 1824 штата Нуэво-Леон в составе Мексиканской федерации. Отец Мьер организовал создание местной легислатуры, которая 5 марта 1825 приняла первую конституцию штата.
В 1835 Конгресс штата преобразовал Нуэво-Леон в департамент, то есть была отменена автономия. Это вызвало, как и по всей Мексике волну вооружённых столкновений между либералами — сторонниками федерального устройства Мексики и консерваторами — сторонниками централизма. Национальная борьба между двумя этими партиями привела к ущербу стабильности в регионе в целом. В январе 17. 1840 на северо-востоке Мексики отделились штаты Тамаулипас, Коауила и Нуэво-Леон. Из своих территорий они образовали сепаратистскую Республику Рио Гранде со столицей в городке Ларедо (ныне Техас, США). В ноябре 6. мексиканская армия разгромила сепаратистов и присоединила данные территории. Однако, стабильности в регионе эти события не прибавили.
В 1846 началась американо-мексиканская война, в ходе которой 20 сентября армия США осадила Монтеррей. Кроме того индейцы происходившие из США совершали жестокие набеги на регион, крадя женщин, детей, скот и провизию. Хаос был таким, что он превратился в обычное состояние. В феврале 1848 американская армия эвакуировалась с территории Мексики.
К середине XIX в. жители Нуэво-Леона страдали от репрессий со стороны воинственных индейцев, центральных властей и США. В 1850 города всего штата были готовы с вооружённой милицией и провизией (bastimento) к борьбе, которая могла вспыхнуть в любой момент. Бастименто состояла из кукурузного масла, сушёного мяса и шоколада — основами сельского рациона штата тогда и сейчас. Ответ на вторжения воинственных туземных племён был беспощадным. Под влиянием методов, которые применяли американцы по отношению к индейцам, нуэволеонцы отравляли колодцы и источники, которыми пользовались индейцы, а также назначили награду за скальпы туземцев. Борьба с апачами, команчами, кикапу и североамериканскими флибустьерами — жестокая и бесчеловечная, дала большой опыт нуэволеонской милиции, которая победила мексиканскую армию в нескольких сражениях. Лидер этого движения самообороны С. Видаурри (Santiago Vidaurri), который провозгласил в 1855 Монтеррейский План, согласно которому восстанавливался суверенитет штата Нуэво-Леон. Позже, сочувствующий американским конфедератам в Гражданской войне севера с югом, Видаурри демократически присоединил штат Коауилу. В феврале 19. 1856 штаты Нуэво-Леон и Коауила объявляют о своём объединении, и Видаурри заявил об отложении от Мексики и создании Республики Сьерра Мадре. После смерти его военного сторонника генерала Х. Суасуа (Juan Zuazua), он был легко взят в плен другими нуэволеонцами верными Б. Хуаресу (Benito Juárez), который постановил о деаннексии Коауилы.
В апреле 3. 1864 Монтеррей был временно объявлен столицей Мексики.
В конце XIX в. во времена президентства П. Диаса, в экономике произошли важные перемены. Несколько новых отраслей выросли в штате, что позволило Нуэво-Леону занять лидирующие позиции в мексиканской экономике. Это был период, когда возникли первые нуэволеонские банки, пивоваренные, цементные, сталелитейные заводы.
После мексиканской революции, и принятия новой конституции страны, на политической арене в штате доминировали представители право-социалистической Институционно-революционной партии (PRI), представители которой неизменно побеждали на выборах и становились губернаторами.
К середине XX в. Нуэво-Леон имел два всемирно известных учебных заведения: Автономный университет Нуэво-Леона и Технологический Институт Высших Исследований в Монтеррее (Instituto Tecnológico y de Estudios Superiores de Monterrey). В штат хлынул плотный поток немецких, русских и итальянских иммигрантов, которые обогатили местную мексиканскую культуру.
В 1970-х некоторые террористические группы левого и коммунистического толка держали в страхе штат. Происходили похищения и убийства бизнесменов, среди которых был Э. Гарса Сада (Eugenio Garza Sada). Экономический кризис ударил по экономике штата, как и по экономике всей страны. Однако в 1990-х произошёл экономический рост вызванный, в частности, подписанием и реализацией Северо-американского соглашения о свободной торговле (NAFTA). В июне 1991 Нуэво-Леон открыл свою границу с США, был построен новый пограничный пропускной пункт Колумбия (мост также называют «Солидарность»). В 1997 на губернаторских выборах победу одержал кандидат от правой партии Национального Действия (PAN), однако, в 2003 новым губернатором снова становится кандидат от социалистов. По состоянию на 2004 Нуэво-Леон лидирует в Мексике по качеству и уровню жизни. Муниципалитеты, такие как Сан-Педро-Гарса-Гарсия, имеют самый высокий уровень жизни во всей Латинской Америке, а штат в целом имел индекс человеческого развития, который превосходил некоторые европейские страны.

## Население

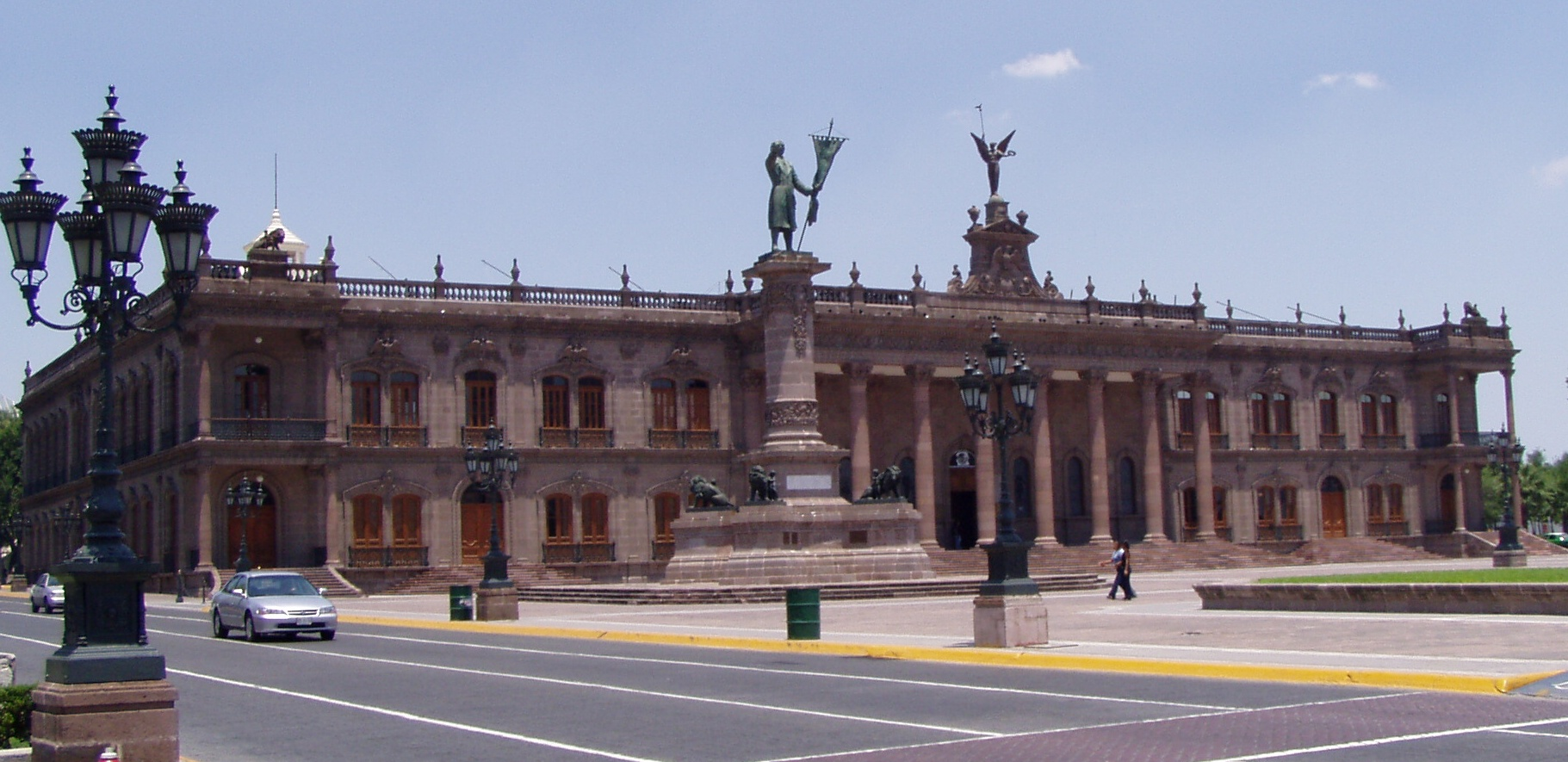
Дворец правительства штата

По данным на 2010 год, население штата составляет 4 653 458 человек. Ежегодный прирост населения в последние несколько лет колеблется около 2,1 %. Средний возраст составляет 24 года, средняя продолжительность жизни — 77 лет. Около 94 % населения проживает в городах. Почти 88 % населения проживает в агломерации Монтеррея. Около 88 % верующих исповедуют католицизм.
Крупные города:
- Монтеррей — 1 135 512 чел.
- Гуадалупе — 673 616 чел.
- Аподака — 467 157 чел.

Изменение численности населения по годам:
- 1950 год — 740 191 чел.
- 1960 год — 1 078 848 чел.
- 1970 год — 1 694 689 чел.
- 1980 год — 2 513.044 чел.
- 1990 год — 3 098 736 чел.
- 1995 год — 3 549 273 чел.
- 2005 год — 4 199 292 чел.
- 2010 год — 4 653 458 чел.

## Административное деление

Административная карта Мексики.

Административная карта штата Нуэво-Леон.

В административном отношении делится на 51 муниципалитетов:
| INEGI код | Муниципалитеты (русск.)  | Муниципалитеты (ориг.)     |
| --------- | ------------------------ | -------------------------- |
| 001       | Абасоло                  | (Abasolo)                  |
| 002       | Агуалегуас               | (Agualeguas)               |
| 003       | Альенде                  | (Allende)                  |
| 004       | Анауак                   | (Anáhuac)                  |
| 005       | Аподака                  | (Apodaca)                  |
| 006       | Арамберри                | (Aramberri)                |
| 007       | Бустаманте               | (Bustamante)               |
| 008       | Кадерейта-Хименес        | (Cadereyta Jiménez)        |
| 009       | Эль-Кармен               | (El Carmen)                |
| 010       | Керральво                | (Cerralvo)                 |
| 011       | Чина                     | (China)                    |
| 012       | Сьенега-де-Флорес        | (Ciénega de Flores)        |
| 013       | Доктор Арройо            | (Doctor Arroyo)            |
| 014       | Доктор Косс              | (Doctor Coss)              |
| 015       | Доктор Гонсалес          | (Doctor González)          |
| 016       | Галеана                  | (Galeana)                  |
| 017       | Гарсия                   | (García)                   |
| 018       | Генерал Браво            | (General Bravo)            |
| 019       | Генерал Эскобедо         | (General Escobedo)         |
| 020       | Генерал Теран            | (General Terán)            |
| 021       | Генерал Тревиньо         | (General Treviño)          |
| 022       | Генерал Сарагоса         | (General Zaragoza)         |
| 023       | Генерал Суасуа           | (General Zuazua)           |
| 024       | Гуадалупе                | (Guadalupe)                |
| 025       | Идальго                  | (Hidalgo)                  |
| 026       | Игуерас                  | (Higueras)                 |
| 027       | Уалауисес                | (Hualahuises)              |
| 028       | Итурбиде                 | (Iturbide)                 |
| 029       | Хуарес                   | (Juárez)                   |
| 030       | Лампасос-де-Наранхо      | (Lampazos de Naranjo)      |
| 031       | Линарес                  | (Linares)                  |
| 032       | Лос-Альдамас             | (Los Aldamas)              |
| 033       | Лос-Эррерас              | (Los Herreras)             |
| 034       | Лос-Рамонес              | (Los Ramones)              |
| 035       | Марин                    | (Marín)                    |
| 036       | Мелчор-Окампо            | (Melchor Ocampo)           |
| 037       | Миэр-и-Нориега           | (Mier y Noriega)           |
| 038       | Мина                     | (Mina)                     |
| 039       | Монтеморелос             | (Montemorelos)             |
| 040       | Монтеррей                | (Monterrey)                |
| 041       | Парас                    | (Parás)                    |
| 042       | Пескуерия                | (Pesquería)                |
| 043       | Районес                  | (Rayones)                  |
| 044       | Сабинас-Идальго          | (Sabinas Hidalgo)          |
| 045       | Салинас-Виктория         | (Salinas Victoria)         |
| 046       | Сан-Николас-де-лос-Гарса | (San Nicolás de los Garza) |
| 047       | Сан-Педро-Гарса-Гарсия   | (San Pedro Garza García)   |
| 048       | Санта-Катарина           | (Santa Catarina)           |
| 049       | Сантьяго                 | (Santiago)                 |
| 050       | Вальесильо               | (Vallecillo)               |
| 051       | Вильялдама               | (Villaldama)               |

## Экономика
На 2010 год ВВП штата составил 165 млрд долларов (11,4 % от мексиканского ВВП). Экономика базируется на промышленном производстве (в том числе макиладорас), сильно влияние иностранного капитала.
ВВП на душу населения в штате составляет 26 658 $ (самый высокий показатель среди всех штатов, не считая Федерального округа), для сравнения средний по Мексике показатель равняется 14 119 $.
Развито также сельское хозяйство, которое здесь базируется на зерновых и цитрусовых.

## Образование
Уровень безграмотности населения в Нуэво-Леон составляет около 2,8 % (второй самый низкий показатель в стране после Федерального столичного округа).
ВУЗы включают:
- Universidad Autónoma de Nuevo León (UANL)
- Instituto Tecnológico y de Estudios Superiores de Monterrey (ITESM)
- TecMilenio University (UTM)
- Universidad de Montemorelos
- Universidad Regiomontana (UR)
- Universidad de Monterrey (UDEM)
- Centro de Estudios Superiores de Diseño de Monterrey (CEDIM)

## Герб
Герб штата представляет собой четырёхчастный щит с синей каймой и центральным щитком. В серебряном щитке изображены черные левая перевязь и цепь, которые показывают личный герб вице-короля Новой Испании Г. де Суньиги (Gaspar de Zúñiga y Acevedo), который имел титул графа Монтеррея. Цепь символизирует единство народа. В первой четверти щита изображён зелёный ландшафт с апельсиновым деревом на переднем плане. Это изображение символизирует богатство, веру, чистоту и безопасность. Горы, изображённые на втором плане — это Cerro de la Silla, которые доминируют в штате. Во втором поле герба в серебряном поле изображён червлёный восстающий лев — символизирующий испанскую провинцию Леон, по имени которой и назван штат. В третьей четверти изображён католический храм в серебряном поле, как символ культуры. Это монастырь Св. Франциска, построенный в колониальный период, и снесённый несколько столетий назад. В четвёртой четверти в золотом поле показано изображение фабрики с пятью дымящимися трубами, символизирующая промышленность штата. На лазоревой кайме щита помещены серебряные изображения оружия различных эпох, как лук, стрелы и копья, которыми пользовались индейцы, так и винтовки, пушки и алебарды, которыми пользовались испанцы. Эти изображения символизируют военную историю штата. В верхней части каймы — шесть золотых пчёл, которые символизируют трудолюбие жителей штата. В нижней части каймы золотая надпись названия штата «Estado de Nuevo León». Под щитом располагается девизная лента цветов национального флага с латинской надписью «Semper Ascendens», что переводится как «всегда вперёд». Щит увенчан серебряным рыцарским шлемом с закрытым забралом. Таким образом, герб также символизирует силу, тяжёлую работу, прогресс, доброту и признательность главным героям истории. Герб был принят 2 июля 1943, а изобразил его художник Д. Игнасио Мартинес Рендон (D. Ignacio Martínez Rendón). Штат Нуэво-Леон не имеет официально утверждённого флага. Часто используется белое полотнище с изображением герба в центре.